# СЭР
«СЭР» («Свобода — это рай») — художественный фильм, снятый режиссёром Сергеем Бодровым-старшим в 1989 году. Премьера состоялась 15 ноября 1989 года.

## Сюжет
Саша Григорьев — воспитанник спецшколы. Он мечтает найти своего отца, который сидит в тюрьме: Саша никогда его не видел. Ради этой мечты он сбегает из спецшколы, хотя знает, что это грозит ему как наказанием начальства, так и местью других воспитанников. Но всё же его мечта осуществляется.

## В ролях
| Актёр               | Роль                       |
| ------------------- | -------------------------- |
| Владимир Козырев    | Саша Григорьев             |
| Александр Буреев    | отец                       |
| Светлана Гайтан     | Клава                      |
| Витаутас Томкус     | начальник колонии          |
| Валерия Приходченко |                            |
| Сергей Бодров-мл.   | малолетний правонарушитель |
| Игорь Косухин       | эпизод                     |
| Сергей Шкаликов     | эпизод                     |
| Луиза Мосендз       | эпизод                     |

## Фестивали и награды
- 1990 — МКФ в Берлине — участие в программе «Forum»[1]

## Музыка в фильме
| Песня               | Исполнитель        |
| ------------------- | ------------------ |
| «Прощальное письмо» | Nautilus Pompilius |
| «Белые розы»        | Ласковый май       |
| «Букет»             | Александр Барыкин  |

## Цитирование
В 2022 году режиссером А. Гавриленко был снят короткометражный фильм «Похороны чая» про неудачный побег подростков из колонии, в котором показана надпись: «Свобода — это рай».